# Carla Woodcock
Carla Woodcock (Wheldrake, 4 ottobre 1998) è un'attrice britannica.

## Biografia
All'età di undici anni, ha iniziato a studiare allo Stagecoach Theatre Arts di York. Quando aveva tredici anni, iniziò a frequentare la London Academy of Music and Dramatic Art. Nel 2015 ha studiato recitazione allo York College.
Nel 2024 interpreta il ruolo di Amaranthus Grey nell'ottava e ultima stagione di Outlander.

## Filmografia

### Cinema
- The Colour Room, regia di Claire McCarthy (2021)

### Televisione
- Valle di luna (Emmerdale) – serial TV, 2 puntate (2017)
- Free Rein – serie TV, 32 episodi (2017-2019)
- Free Rein: The 12 Neighs of Christmas, regia di Marek Losey – film TV (2018)
- Pandora – serie TV, episodi 1x06-1x13 (2019)
- Free Rein: Valentine's Day, regia di Marek Losey – film TV (2019)
- Ackley Bridge – serie TV, 7 episodi (2021)
- Tell Me Everything – serie TV, 6 episodi (2022)
- Flowers in the Attic: The Origin, regia di Declan O'Dwyer e Robin Sheppard – miniserie TV, puntata 2 (2022)
- History of a Pleasure Seeker – serie TV, episodio 1x01 (2022)
- Such Brave Girls – serie TV, 3 episodi (2022)
- Come uccidono le brave ragazze (A Good Girl's Guide to Murder) – serie TV, 4 episodi (2024)

## Doppiatrici italiane
Nelle versioni in italiano delle opere in cui ha recitato, Carla Woodcock è stata doppiata da:
- Lucrezia Marricchi in Free Rein
- Francesca Rovaris in Come uccidono le brave ragazze